# Tineke van den Berg
Tineke van den Berg es una deportista neerlandesa que compitió en triatlón. Ganó una medalla de plata en el Campeonato Europeo de Triatlón de Larga Distancia de 2014.

## Palmarés internacional
| Campeonato Europeo | Campeonato Europeo    | Campeonato Europeo | Campeonato Europeo |
| Año                | Lugar                 | Medalla            | Prueba             |
| ------------------ | --------------------- | ------------------ | ------------------ |
| 2014               | Almere (Países Bajos) | Medalla de plata   | Individual         |